# ماري ترنتينيان
ماري ترنتينيان (بالفرنسية: Marie Trintignant)‏ (و. 1962 – 2003 م) هي ممثلة أفلام، وممثلة مسرحية فرنسية، ولدت في باريس، توفيت في نويي-سور-سين، عن عمر يناهز 41 عاماً، بسبب وذمة.

## حياتها المبكرة
ولدت ماري ترنتينان في بولون -بيانكور، وهي ابنة الممثل جان -لوي ترنتينان وزوجته الثانية، المخرجة السينمائية الفرنسية، المنتجة، وكاتبة السيناريو نادين ماركاند، ظهرت ماري لأول مرة على الشاشة في سن الرابعة من عمرها في فيلم والدتها «حبي، حبي». اما عن أول صدمة لها كانت عندما ماتت پولين اخت ماري الصغيرة عندما كانت في الثامنة من عمرها، انعزلت ماري وتوقفت عن الكلام تقريبا. ووالديها تطلقا عام 1976 ..ابتُليَت بخجل شديد، لكنها قررت في منتصف مراهقتها ان تصبح ممثلة.وقد كانت مولعة جدا بالحيوانات وكانت ستصبح طبيبة بيطرية، ولكنها في النهاية عَمِلت في التمثيل.

## وفاتها
أُصيبت ماري بجروح بالغة في عملية ضرب تعرضت لها في 26 تموز/يوليه 2003 في فيلنيوس عاصمة ليتوانيا، على يد صديقها السابق برتراند كانات (مغني رئيسي مع فرقة الروك الفرنسية نوار ديسير)، وقام كانتات بلكم ماري في رأسها عدة مرات مما أدى إلى وفاتها بعد ستة أيام في عيادة في «نويلي سور -سين»، «فرنسا» بوذمة دماغية. وكان عمرها 41 عاماً، أُدين كانتات بتهمة القتل «القتل غير العمد» وقضى أربع سنوات في السجن.

## الأعمال التي شاركت بها
- حبي، حبي (1967)
- يحدث فقط للآخرين (1971)
- الدفاع عن المعرفة (1973)
- الفتاة الصغيرة ماري شهر العسل (1976)
- الفتاة في حفل الزفاف سلسلة الأسود (1979)
- منى تيرازا (1980)
- إيزابيلا الرحلة الأولى (1980)
- ماري لامبرت صباح أحمر واحد (1982) -
- ماري الجزر (1983)
- ناتالي الصيف القادم (1985)
- سيدوني الغرق محظور (1987)
- إيزابيل منزل جين (1988)
- مارتين قصة المرأة (1988)
- لولو / لوسي أجنحة الشهرة (1990)
- بيانكا ليلة الصيف في المدينة [الاب] (1990)
- إميلي / امرأة البرتو اكسبرس (1990)
- كلارا عشاق بونت نيوف (1991)
- (صوت) غريزة الملاك (1993)
- الأرملة الشابة الغرير (1993)
- لوسي هاربون (1995)
- مارينا المتدربون (1995)
- لوريتو أخبار الله (1996)
- الإنجيل صرخة الحرير (1996)
- ماري بنيامين بونيت (1996)
- الأم صور صينية (1996)
- نينا شياطين يسوع (1997)
- هزلي ابن عم (1997)
- القاضي لامبرت الأكاذيب البيضاء (1998)
- جين أعماق الغابة (2000)
- الأم زهور هاريسون (2000)
- كاثي أمير المحيط الهادئ (2000)
- مويتا (2001)
- القليل من التعاسة (2002)
- نيكول توتال خوبس (2002)
- لول كورتو المالطية، المحكمة السرية الغامضة (2002)
- (صوت) كورتو المالطية - تحت علامة الجدي (2002)
- الفم الذهبي البحارة المفقودون (2003)
- مارييت جانيس وجون (2003)
- بريجيت ستيرني ما يتخيلونه (2004)
- جولييت، امرأة حرة (2004، مسلسل تلفزيوني صغير، وكاتبة أيضًا- (المظهر النهائي)

## معلومات أخرى
كما ظهرت في فيلم «نوار» لعام 1979. وقبل وفاتها بوقت قصير غنت دويتو في أغنية «قطعة من الايام الكبيرة» في البوم يحمل نفس العنوان للفنان الفرنسي توماس فيرسن عام 2003.

## وصلات خارجية
- ماري ترنتينيان على موقع IMDb (الإنجليزية)
- ماري ترنتينيان على موقع روتن توميتوز (الإنجليزية)
- ماري ترنتينيان على موقع ألو سيني (الفرنسية)
- ماري ترنتينيان على موقع ميوزك برينز (الإنجليزية)
- ماري ترنتينيان على موقع أول موفي (الإنجليزية)
- ماري ترنتينيان على موقع قاعدة بيانات الأفلام السويدية (السويدية)
- ماري ترنتينيان على موقع إن إن دي بي (الإنجليزية)
- ماري ترنتينيان على موقع ديسكوغز (الإنجليزية)
- ماري ترنتينيان على موقع قاعدة بيانات الفيلم (الإنجليزية)
- ماري ترنتينيان على موقع كينوبويسك (الروسية)